# قضية تعذيب دبلوماسيين أتراك سابقين 2019
أفادت نقابة المحامين في أنقرة عن تعرض بعض الدبلوماسيين الأتراك السابقين للتعذيب خلال الحجز في مايو 2019.

## التاريخ
في 20 مايو 2019 شنت شرطة أنقرة عملية لاعتقال 249 دبلوماسيًا سابقًا، تم القبض على 78 منهم. وفقًا لبيان الشرطة، كان السبب هو التحقيق في مخالفات في امتحانات القبول لوزارة الخارجية التركية في 2010 و2011 و2012 و2013.
في 26 مايو، غرد النائب التركي عمر فاروق جرجرلي أوغلو، الذي يركز على قضايا حقوق الإنسان في تركيا، عن مزاعم التعذيب. بناءً على هذه التغريدة وغيرها من التقارير عن المخالفات من قبل المحامين، وضعت نقابة المحامين في أنقرة القضية على جدول أعمالها. قامت مجموعة من المحامين من النقابة بزيارة مقر شرطة أنقرة وأجرت عدة مقابلات مع 6 من المعتقلين. لقد شهدوا أنهم أُجبروا على التوبة تحت ضغط نفسي، وتهديدهم وسبهم لفظياً عندما أخذهم رجال الأمن لإجراء «مقابلات». علاوة على ذلك، قال 5 منهم إنهم تعرضوا للتعذيب وسوء المعاملة.
ووفقًا لشهادات المحتجزين، فقد تم نقلهم إلى غرفة مظلمة في قسم الجرائم المالية بشرطة أنقرة، حيث تركهم رجال الشرطة في الغرفة مع مسؤولين آخرين قدموا أنفسهم على أنهم "فريق محترف". وحسبما نقلت قناة فوكس نيوز عن دبلوماسي سابق فقد "أجبر المعتقلون على الزحف على الأرض وهم معصوبي الأعين." وكذلك "بعد منتصف الليل، أخذني ضباط الشرطة وزملائي من الزنزانة. تم جرنا من أذرعنا ودخلنا في ممر مظلم. تم تقييد أيدينا خلف ظهورنا وعُصبت أعيننا بقطع من القماش. لقد غطوا وجوهنا بكيس بلاستيكي حتى لا نتمكن من رؤية وجوههم. طوال الوقت هددونا وأهانونا لإجبارنا على الاعتراف.
أشار محامو نقابة المحامين في أنقرة إلى أنه يمكنهم رؤية الكدمات على ركبتي الضحيتين.
خلال هذه الجلسات، جرد المحققون أربعة من المعتقلين من ملابسهم وضربوهم بالهراوات ولمستهم الهراوات وهددوهم بالاغتصاب. تعرض بعضهم للاغتصاب بالهراوات. كما تعرض البعض الآخر للتهديد بالهراوة الملوثة بالزيت التي لمست منطقة الشرج. بعد هذا التعذيب، قال أحدهم إنه سيوقع ما يريد للاستفادة من [قانون] التوبة. قيل لباقي المعتقلين: لديكم متسع من الوقت حتى يوم الجمعة. كما قال أحد محامي المعتقلين أن المحققين قالوا: «إذا لم تعترفوا، فسوف نفعل كل شيء بكم». قال الأشخاص الذين تمت مقابلتهم إن هناك معتقلين آخرين تعرضوا للتعذيب في شرطة أنقرة. وبحسب المحامين، فقد تعرض 20 معتقلًا للتعذيب بطرق مماثلة، ووافق 10 إلى 15 شخصًا التوقيع على محضر التوبة.
كما ذكر تقرير نقابة المحامين في أنقرة أن القاضي وضباط الشرطة الآخرين والطبيب الذي فحص المحتجزين تجاهلوا شكاوى التعذيب.
قال عمر فاروق جرجرلي أوغلو إن ضباط الأمن طلبوا منهم الإدلاء ببيان كاذب، وهو قبول مخالفات الاختبار.
من ناحية أخرى، رفضت الشرطة هذه المزاعم، قائلة إنها تجري التحقيق بشكل قانوني. وذكر مسؤول تركي من وزارة الخارجية أن "

## اتهامات
وبحسب الاتهامات، دخل المشتبه بهم إلى وزارة الخارجية عن طريق الحصول على أسئلة الامتحان مسبقًا في الأعوام 2010 و2011 و2012 و2013. كتب تقرير الخبير أن هناك أوجه تشابه كبيرة بين أوراق الاختبار المختلفة - والتي كان يعتقد أنها دليل على الاحتيال. أبرز التقرير أن بعض المرشحين استخدموا نفس العبارات في أوراقهم.
رفض دبلوماسي سابق، في حديثه مع شبكة فوكس نيوز دون الكشف عن هويته، هذه الاتهامات، قائلًا أن المتهمين لا يمكنهم حتى تبرئة أنفسهم منذ إتلاف الأوراق.
جادل أحد محامي الدفاع بأن التحقيق كان فارغًا. وقال المحامي: «يتكون هذا التحقيق من أوجه التشابه في إجابات المرشحين»، وأضاف أنه «في اختبار عام 2010، تم طرح سؤال مثل (ما هي الدول التي تهتم بها تركيا أكثر؟) كان هذا هو النقاش الشعبي في عام 2010، وبالتالي كان سؤالًا متوقعًا. وكمصدر، فقد درس الناس المقالات في الموقع الرسمي للوزارة وخطب أحمد داود أوغلو، وكلها تحفظ». «لهذا السبب، فإن التحقيق فارغ. إنهم يستخدمون التعذيب من أجل الحصول على أقوال من خلال التوبة.»
أخبر سفير سابق عمل كممتحن موقع «المونيتور» أن «مجلس الممتحنين لدينا يحدد الأسئلة في نفس يوم الامتحان على وجه التحديد لمنع أي ضرر».
جادل دبلوماسي سابق آخر يُدعى م. بهادير جول، بأن الغش في تلك الاختبارات المكونة من أربع خطوات كان مستحيلًا دون القبض عليه بسبب مقابلة المرشحين من قبل مجموعة من السفراء في المرحلة الأخيرة. كتب غول في مقالته: «إذا كان هذا الادعاء صادقًا على الإطلاق، لكان من الضروري استجواب هؤلاء السفراء أولًا. يجب أن يكونوا في ذلك. لكن السفراء يواصلون شغل مناصب مهمة - دورهم في هذا المخطط المزعوم لم يُذكر».

## العواقب
كان للتقرير ومزاعم التعذيب تداعيات واسعة في وسائل الإعلام التركية والدولية. قدم النائبان عمر فاروق جرجرلي أوغلو من حزب الشعوب الديمقراطي وسيزجين تانريكولو من حزب الشعب الجمهوري أسئلة برلمانية بخصوص الحادث ليتم الرد عليها من قبل نائب الرئيس فؤاد أقطاي. تساءل تانريكولو عن صدق المزاعم حول تعذيب ضباط المخابرات التركية لدبلوماسيين سابقين.
من ناحية أخرى، طلب المقررون الخاصون للأمم المتحدة مزيدًا من المعلومات حول الادعاءات وإجراءات الحكومة التركية. لكن رفضت الحكومة المزاعم في ردها.